# László Botka
László Botka (ur. 21 lutego 1973 w Tiszaföldvárze) – węgierski polityk i samorządowiec, poseł do Zgromadzenia Narodowego, w 2014 pełniący obowiązki przewodniczącego Węgierskiej Partii Socjalistycznej (MSZP), burmistrz Segedyna.

## Życiorys
Ukończył szkołę średnią w Szolnoku, a w 1997 studia prawnicze na Uniwersytecie w Segedynie. W 1991 wstąpił do Węgierskiej Partii Socjalistycznej, był przewodniczącym jej organizacji młodzieżowej. W latach 1994–1998 po raz pierwszy zasiadał w Zgromadzeniu Narodowym. Powrócił do niego w 2002, po czym uzyskiwał reelekcję w wyborach w 2006, 2010 i 2014 (po tych ostatnich zrezygnował z mandatu). W 2002 wybrany na urząd burmistrza Segedyna, z powodzeniem ubiegał się o reelekcję w kolejnych wyborach lokalnych.
W 2014 krótko pełnił obowiązki przewodniczącego MSZP, gdy z funkcji tej ustąpił Attila Mesterházy. W 2019 zrezygnował z członkostwa w partii.